# Rhipidura nigritorquis
Il coda a ventaglio dal collare nero (Rhipidura nigritorquis (Vigors, 1831)) è un uccello della famiglia Rhipiduridae, endemico delle Filippine.

## Tassonomia
Considerato nel passato come una sottospecie di Rhipidura javanica, è attualmente inquadrato come una specie a sé stante.